# Байджінатх
Байджінатх (англ. Baijnath) — невелике містечко в індійському штаті Уттаракханд на березі річки Ґонті, відоме своїми старовинними храмами. Місто було столицею держави династії Катьюрі, які правили в 7-11 століттях, коли місто було відоме як Карікаяпура, а навколишня долина — Катьюр. Пізніше Байджінатх прийов у занепад, а станом на 1901 рік його населення становило лише 148 мешканців.